# Elena Katsiouba
Elena Katsiouba (Moscou, 24 janvier 1946 - 15 février 2020) est une écrivaine russe. Elle est membre du PEN club.